# Maksymilian Ziomek
Maksymilian Józef Ziomek (ur. 26 lipca 1906, zm. 24 września 1966) – polski ekonomista, prof. dr hab.

## Życiorys
Był absolwentem Uniwersytetu Jagiellońskiego, w 1930 r. obronił pracę doktorską pt. Statystyczne studia nad polskim wychodźstwem czasowym do Niemiec. W 1958 r. uzyskał tytuł profesora nadzwyczajnego, natomiast w 1965 r. został profesorem zwyczajnym.
Pracował w Wyższej Szkole Ekonomicznej w Sopocie.
Pochowany na Cmentarzu komunalnym w Sopocie, kwatera P5-2-1